# Югославия на летних Олимпийских играх 1932
Югославия принимала участие в летних Олимпийских играх 1932 года в Лос-Анджелесе (США) с 30 июля по 14 августа, в четвёртый раз за свою историю. Страну представлял единственный спортсмен — Велько Наранчич в метании диска.

## Предыстория
С 1929 по 1941 год официальным названием страны было — Королевство Югославия. Югославский олимпийский комитет был признан Международным олимпийским комитетом в 1919 году. Эти Олимпийские игры в Лос-Анджелесе были четвертым появлением Югославии на летних Олимпийских играх. Олимпийские игры 1932 года прошли с 30 июля по 14 августа, и в них приняли участие 1332 спортсмена, представляющие 37 национальных олимпийских комитетов.
Югославский олимпийский комитет не смог отправить спортсменов на игры в Лос-Анджелесе 1932 года из-за больших финансовых затрат, необходимых для поездки.

## Состав сборной
Велько Наранчич был единственным спортсменом, который представлял Югославию на этих Олимпийских играх, и он также был знаменосцем на церемонии открытия. На момент проведения Олимпийских игр в Лос-Анджелесе, Велько Наранчичу было 34 года.
 Метание диска
1. Велько Наранчич

## Результаты

### Метание диска
Мужчины
Мужское метание диска на Олимпийских играх 1932 года состоялось 3 августа. В нём участвовало 18 спортсменов из 11 стран. Каждому спортсмену предоставлялись три попытки, а лучшие шесть получали дополнительно три попытки. Первая попытка Велько Наранчина стала лучшей из трех, с результатом — 36.51, что позволило ему занять 17-е место.
| Спортсмен       | Соревнование  | Финал | Финал | Финал | Финал         | Финал         | Финал         | Финал     | Финал |
| Спортсмен       | Соревнование  | 1     | 2     | 3     | 4             | 5             | 6             | Результат | Место |
| --------------- | ------------- | ----- | ----- | ----- | ------------- | ------------- | ------------- | --------- | ----- |
| Велько Наранчич | Метание диска | 36.51 | 34.52 | X     | Не участвовал | Не участвовал | Не участвовал | 36.51     | 17    |